# Rafał Nordwing
Rafał Andrzej Nordwing (Nowy Dwór Mazowiecki, 12 luglio 1988) è un mezzofondista polacco. Rafal Andrzej Nordwing è nato in Polonia, ma vive in Italia dal 2010. Nel 2022 ottiene la qualifica "italiano equiparato" per poter partecipare in quota italiani ai Campionati Italiani.

## Palmarès
| Anno | Manifestazione                       | Sede     | Evento          | Risultato | Prestazione | Note |
| ---- | ------------------------------------ | -------- | --------------- | --------- | ----------- | ---- |
| 2018 | 94. PZLA Mistrzostwa Polski          | Łomża    | 10000 m         | Oro       | 30'58''     |      |
| 2023 | Campionati Italiani Master su strada | Silvi    | 5 km su strada  | Oro       | 15'25''     |      |
| 2023 | Campionati Italiani Master           | Acireale | 5000 metri      | Bronzo    | 16'08''     |      |
| 2023 | Campionati Europei Master            | Pescara  | Corsa campestre | Oro       | 23'23''     |      |

## Altre competizioni nazionali e internazionali
2016
- Bronzo al Maratonina di Fiumicino ( Fiumicino)

2018
- 4º alla Half Marathon Via Pacis ( Roma)
- Oro alla La Panoramica Half Marathon ( Palombara Sabina)

2019
- 16º alla RomaOstia ( Roma) - 1h08'15''
- Oro alla CorriRoma ( Roma)

2020
- alla Corri Fregene Half Marathon ( Fregene)
- Argento alla Pescara Half Marathon ( Pescara)
- 5º alla Pisa Half Marathon ( Pisa) - 1h08'35''

2021
- Castel Romano Run ( Castel Romano)

2022
- Argento alla Castel Romano Run ( Castel Romano)

2023
- Campionati Italiani Master su strada (5km, categoria SM35) ( Silvi)
- Castel Romano Joyrun ( Castel Romano)